# Сан Рафаеле Чимена
Сан Рафаѐле Чѝмена (на италиански: San Raffaele Cimena; на пиемонтски: San Rafè e Cimëna, Сан Рафе е Чимъна) е община в Метрополен град Торино, регион Пиемонт, Северна Италия. Административен център на общината е село Пиана (Piana), което е разположено на 195 m надморска височина. Към 1 януари 2020 г. населението на общината е 3107 души, от които 131 са чужди граждани.